# قائمة المحطات التلفزيونية في إفريقيا
هذه قائمة بالقنوات التلفزيونية في أفريقيا. العديد من البلدان الأفريقية لديها العديد من محطات التلفزيون العامة والخاصة في الطبيعة. تختلف إدارة هذه المحطات باختلاف البلدان. في بعض أجزاء إفريقيا، يعد الراديو شكلًا أكثر شيوعًا للأخبار ووسائل الإعلام، راجع قائمة المحطات الإذاعية في إفريقيا لمزيد من المعلومات.

## شمال أفريقيا

### مصر
- الهيئة الوطنية للإعلام
- شبكة قنوات سي بي سي
- تلفزيون سي بي سي دراما
- سي بي سي اكسترا
- قناة المحور
- النهار TV
  - النهار دراما
  - سينما النهار
- قناة النيل الدولية
- دريم تي في
- أخبار القاهرة
- قناة تن
- دي ام سي
  - دي ام سي دراما
  - رياضة دي ام سي
- قناة أون
  - في الرياضة
  - على الدراما
- صدى البلد
  - صدى البلد 2
  - صدى البلد دراما
- أخبار اضافية
- تلفاز مجاني
- مزيكا
  - مزيكا زووم
- ميلودي أفلام

### الجزائر
- أخبار الجزائر
- الشروق نيوز
- الشروق
- قناة الهداف
- الوطن الجزائرية
- قناة النهار

### ليبيا
- قناة الجماهيرية
- ليبيا الأحرار
- قناة ليبيا فبراير
- قناة ليبيا
- ليبيا المستقبل
- تلفزيون الوسط
- 218TV
- تلفزيون تناصح
- قناة ليبيا بانوراما (LPC)
- ليبيا رسمية

### المغرب
- الأولى
- الأولى أوروبا
- الأولى الشرق الأوسط
- المغرب
- العربية
- أسديسا
- تلفزيون العيون
- تلفزيون أمازيغية
- تشاداتف
- أطلس القناة

### الجمهورية العربية الصحراوية الديمقراطية
- تلفزيون راسد

### السودان
- تلفزيون السودان
- قناة النيل الازرق

### تونس
- تلفزيون هانيبال
- نسمة الجديدة
- أتيسيا تي في
- تلفزيون
- الوطنية 2
- الوطنية 1

## غرب افريقيا

### النيجر
- بونفيري
- القناة 3 النيجر
- تلفزيون دنيا
- تلفزيون النيجر 24
- تلفزيون تامبارا
- تلفزيون توراروا
- راديو وتلفزيون معمل

### بوركينا فاسو
- القناة 3
- أوميغا Télévision
- تلفزيون سافان
- تلفزيون الهدى
- تلفزيون LCA
- TVZ افريقيا
- بوركينا انفو تي في

### مالي
- أفريقي
- موسو تي في
- تلفزيون نييتا
- قناة العافية

## أنظر أيضا
- قائمة المحطات الإذاعية في أفريقيا